# طیف گسیلی

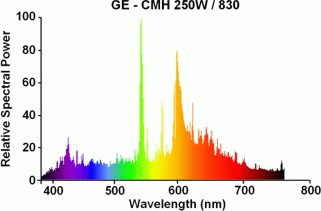
طیف گسیلی یک لامپ متال هالید

طیف نشری یا طیف گسیلی (انگلیسی: Emission spectrum) یک عنصر یا ترکیب شیمیایی، طیفی از بسامدهای تابش الکترومغناطیس است که توسط یک اتم یا مولکول، به دلیل انتقال الکترونی از انرژی بالاتر به انرژی پایین‌تر منتشر گردد.

## انواع طیف گسیلی
طیف‌های گسیلی از نظر منبع تولیدکننده به دو دسته خطی و پیوسته تقسیم می‌شوند:

### طیف گسیلی پیوسته
این طیف از اجسام جامد ملتهب یا مایعات حاصل از ذوب آنها تشکیل می‌شود و برای تمام مواد تقریباً شکل یکسانی دارد یعنی مثل طیف حالت گازی وسیله‌ای برای تمیز دادن عناصر از یکدیگر نیست. به عنوان مثال اگر فلزی مثل آهن یا مس یا روی و امثال آنها به تدریج گرم شوند تا به حد گداخته شدن برسند، از خود طیفی با رنگ خاص گسیل می‌دهند؛ مثلاً آهن نخست به رنگ قرمز تیره درمی‌آید و با افزایش دما به رنگ نارنجی و سپس سفید درمی‌آید، و اگر باز هم دما بالاتر رود، رنگ‌های طیف تغییر نمی‌کند و فقط شدت نور در نواحی مختلف زیاد می‌شود. تفاوت عناصر مختلف، تشکیل طیف نور مرئی از قرمز تا بنفش در دماهای متفاوت است.
تعریف طی جذبی گسسته:
وقتی نور از داخل شیشه رنگی عبور می‌کند بعضی خطوط سیاه در طیف نما دیده می‌شود.
این طیف را جذبی گسسته و آن خطوط را خطوط فرانهوفر می‌نامند.

### طیف نشری خطی
این طیف از تابش توسط بخار بسیار رقیق عنصرها شکل می‌گیرد. اگر این نور را از منشور گذرانده شود، مشاهده می‌گردد که این طیف پیوسته نیست و تنها از چند خط رنگی جدا از هم با طول موج‌های معین تشکیل شده‌است.
طیف نور گسیل شده از بخار هر عنصر را طیف اتمی آن عنصر می‌نامند. طیف اتمی حاصل از نور گسیل شده از بخار عنصرها را طیف گسیلی (یا نشری) آن اتم می‌نامند. این نوع طیف از بخارهای عناصر در دمای زیاد و فشار کم و همچنین گازها تشکیل می‌شود و از ویژگیهای مختص هر عنصر است. طیف نشری خطی هیچ دو عنصری شبیه هم نیست و مانند اثر انگشت افراد مختلف فرق می‌کند.

#### لامپ‌های گسیل خطی
این لامپ‌ها به صورت لوله‌های باریک شیشه‌ای هستند که درون آنها گاز رقیق در فشار کم وجود دارد. در لوله دو الکترود کاتد و آند قرار دارند که اگر بین آنها ولتاژ بالایی برقرار شود، اتم‌های گاز رقیق شروع به گسیل نور می‌کنند. نور گسیل شده از بخار عنصرهای متفاوت با یکدیگر تفاوت دارد. برای مثال نور حاصل از بخار جیوه به رنگ نیلی - آبی است.
وقتی نور از بخار مایعات عبور می‌کند یک خط فرانهوفر در طیفش دیده می‌شود.
این خط ناشی از جذب آن فرکانس توسّط بخار مایع است.
این طیف را جذبی خطّی می‌گویند.